# Heidevolk

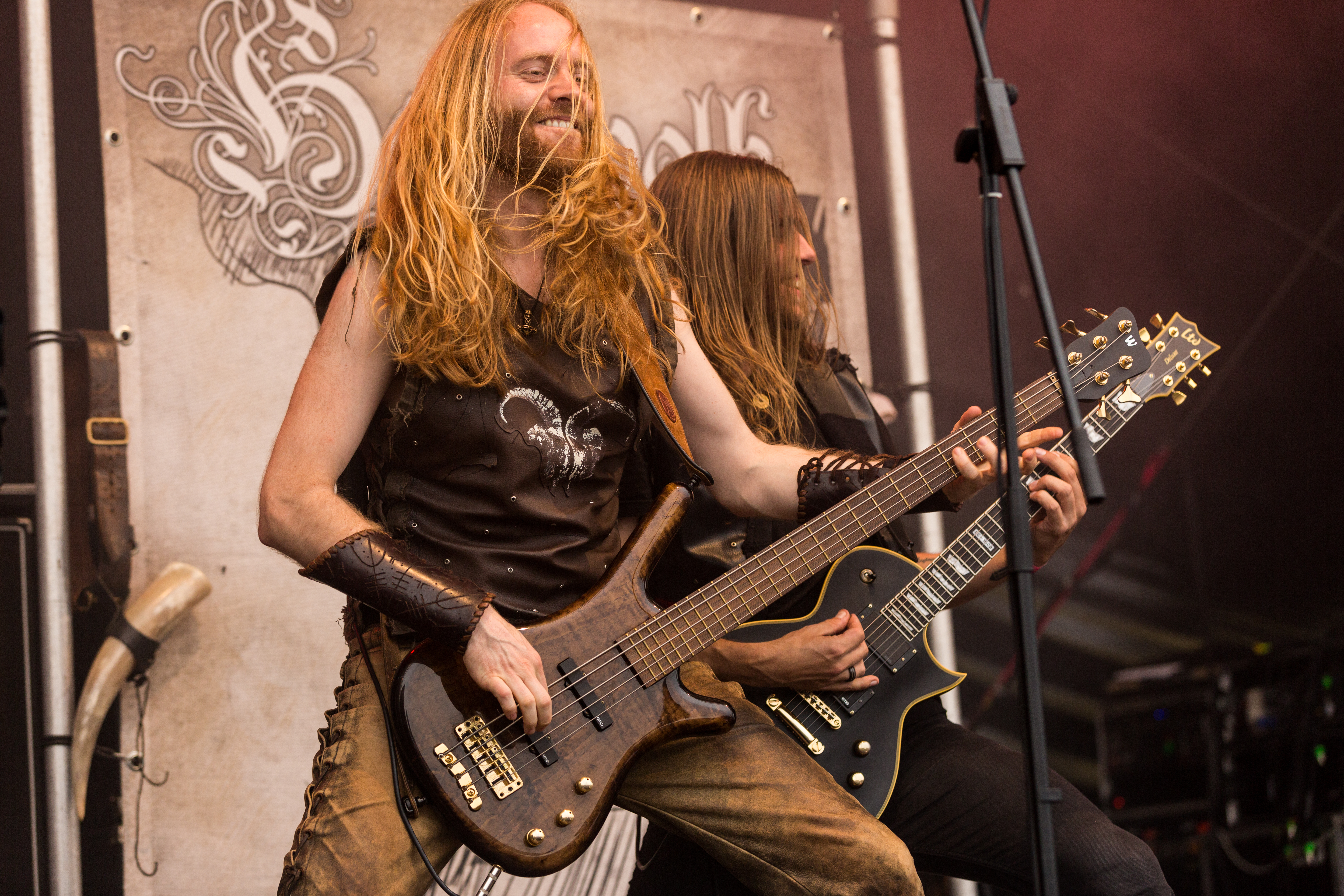
Rowan Roodbaert y Kevin Storm, durante el festival Metal Frenzy, en 2017.

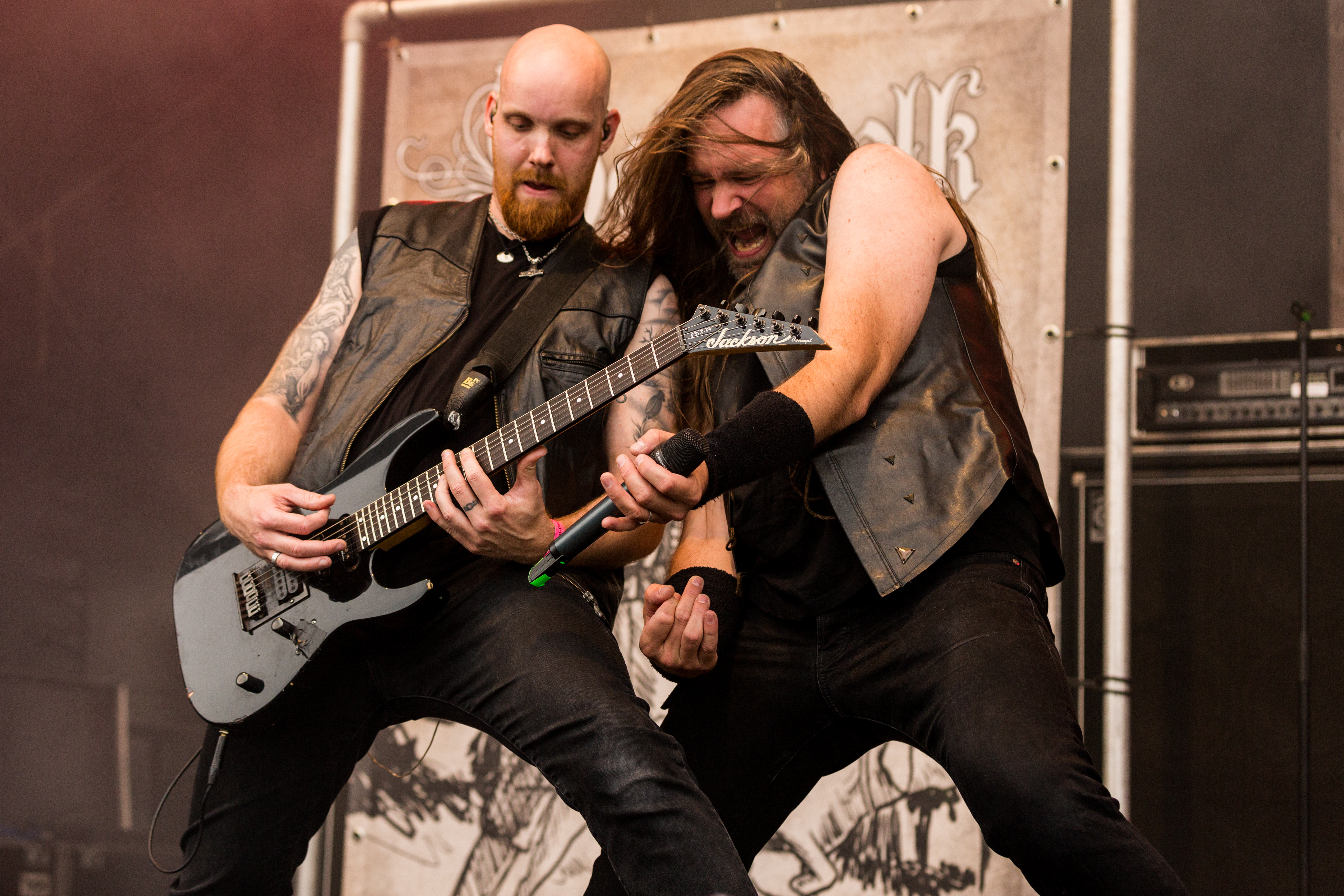
Kevin Vruchtbaard and Jacco de Wijs, durante el festival Metal Frenzy, en 2017.

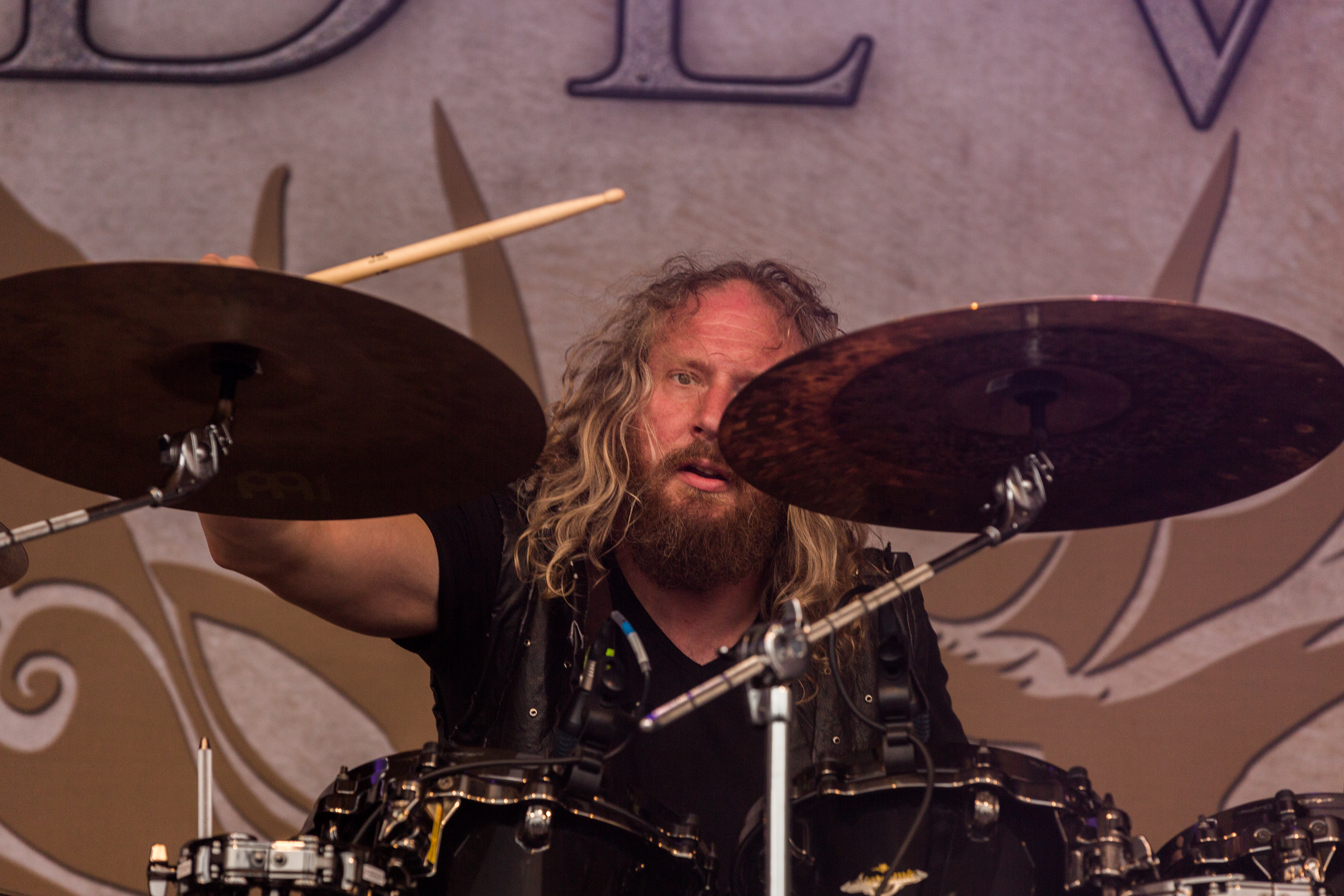
Joost den Vellenknotscher, durante el festival Metal Frenzy, en 2017.

Heidevolk (en español heide: brezo,volk: gente,) es una banda de viking metal y folk metal originaria de los Países Bajos. 
Los temas de sus líricas están inspirados en la naturaleza, la historia de Güeldres y en la mitología germana. Todas sus letras están en su idioma nativo, holandés. La particularidad de este grupo es que no suelen utilizar instrumentos folklóricos para sus canciones, sino cánticos tradicionales ambientales.

## Historia
Esta banda se formó en el año 2002. Antes estaban y siguen estando en otras bandas underground de este género.
Heidevolk escribe muchos de sus temas en honor a los dioses germánicos de la talla de Wodan (dios de los poetas y hechiceros), Donar (dios del relámpago, la guerra y la fertilidad), Ziu (dios de la jurisdicción y la guerra) y Fro & Freya (dioses gemelos de la fertilidad, la lluvia y el Sol) equivalentes al Odín, Thor y Tyr escandinavos (vikingos) así como al Júpiter y Apolo romanos (latinos) respectivamente.
Tiene algunas melodías folclóricas típicas de países del Norte de Europa; sonidos de cuernos vikingos, flautas y guitarras acústicas, coros y voces limpias entonando himnos.

## Integrantes

### Actuales
- Jacco de Wijs (Jacco Bühnebeest) – voz (2015–presente)
- Koen Romeijn (Koen Vuurdichter) – guitarras (2015–presente)
- Mat van Baest – guitarras (2020–presente)
- Rowan Middelwijk (Rowan Roodbaert) – bajo (2006–presente)
- Kevin van den Heiligenberg – batería (2022–presente)

### Antiguos
- Joris Boghtdrincker – voz (2002–2013)
- Jesse Vuerbaert (Ohtar) – voz (2002–2005)
- Niels Beenkerver – guitarras (2002–2005)
- Paul Braadvraat – bajo (2002–2006)
- Sebas van Eldik (Sebas Bloeddorst) – guitarras (2002–2011)
- Joost Westdijk (Joost den Vellenknotscher) – batería (2002–2022)
- Reamon Bomenbreker – guitarras (2005–2015)
- Mark Splintervuyscht – voz (2005–2015)
- Stefanie Speervrouw – violín (2007–2008)
- Kevin Vruchtbaert – guitarras (2012–2015)
- Lars Vogel (Lars Nachtbraeker) – voz (2013–2020)
- Kevin Storm – guitarras (2016–2018)

## Discografía
- Het Gelders Volkslied (Sencillo 2004)
- De Strijdlust is Geboren (2005)
- Wodan Heerst (Sencillo 2007)
- Walhalla Wacht (2008)
- Uit Oude Grond  (2010)
- Batavi (2012)
- Velua (2015)
- Vuur Van Verzet (2018)
- Wederkeer (2023)